# Barynotus obscurus
Espèce
Barynotus obscurus est une espèce de coléoptères de la famille des Curculionidae, appartenant au genre Barynotus. Cette espèce se rencontre dans les forêts européennes.

## Synonymes
- Barynotus fallaciosus Desbrochers, 1909
- Curculio honorus Herbst, 1797
- Curculio murinus O.F. Müller, 1764
- Curculio pilosulus Marsham, 1802
- Curculio vagus Laicharting, 1781

## Description
Cet insecte mesure entre 7,5 mm et 10 mm. Sa couleur de fond est noirâtre ou brun noirâtre avec des écailles au-dessus brunes ou brun-grisé, légèrement tachetées. Les élytres sont recouvertes d'une pilosité duveteuse avec des stries et interstries bien visibles. Le prothorax est puissant, le rostre est marqué d'un sillon longitudinal profond. Le pronotum est plus ou moins tacheté.